# Образац за полупречник описаног круга троугла
Образац за полупречник описаног круга троугла налази однос дужине страница троугла са дужином око њега описаног круга. Овај однос математичким путем се записује као:
{\displaystyle R={\frac {abc}{4P}}}

, где су а, b, c дужине страница троугла, P његова површина, а R полупречник описаног круга око тог троугла. Ако се примени Херонов образац за површину троугла на горе споменуту формулу, и добија се:

{\displaystyle R={\frac {abc}{4{\sqrt {S(S-a)(S-b)(S-c)}}}},}

{\displaystyle S={\frac {a+b+c}{2}}}

, па смо овиме успешно изразили дужину полупречника описаног круга преко дужина страница њему одговарајућег троугла.

## Доказ преко синусне теореме
Синусна теорема налаже да је:

{\displaystyle {\frac {a}{sin(\alpha )}}=2R}

, ако претпоставимо тачност обрасца имамо:
{\displaystyle {\frac {1}{sin(\alpha )}}={\frac {bc}{2P}}}  tj.:

{\displaystyle P={\frac {cbsin(\alpha )}{2}}}

, а с обзиром да је {\displaystyle h=bsin(\alpha )}, где је h висина која одговара страници c, Па је онда:

{\displaystyle P={\frac {cbsin(\alpha )}{2}}={\frac {ch}{2}}}
, и долазимо до основне формуле за површину троугла из које следи да је наша претпоставка са почетка доказа тачна.